# Coelogyne rigida
Coelogyne rigida é uma espécie de orquídea epífita, família Orchidaceae, originária do Leste do Himalaia até a Indochina.